# Prost Grand Prix
Prost Grand Prix – były zespół Formuły 1, założony przez jej byłego czterokrotnego mistrza Alaina Prosta i uczestniczący w niej w sezonach 1997–2001.
Na początku roku 1997 Alain Prost postanowił wystawić własny zespół w Formule 1. W tym celu zakupił utytułowany, ale bankrutujący team Ligier i zmienił nazwę zespołu na Prost Grand Prix. Od sezonu 1998 team miał jeździć z silnikami Peugeot (mimo że silniki tej firmy zawodziły w McLarenach w sezonie 1994), ale na sezon 1997 postanowiono, że zespół skorzysta z silników Mugen, na których wcześniej jeździł Ligier. W charakterze kierowców postanowiono zaangażować Oliviera Panisa i Shinjiego Nakano.

## Historia

### 1997
Początek sezonu zapowiadał się niezwykle obiecująco. Już w pierwszym wyścigu, Grand Prix Australii obaj kierowcy uzyskali dobre miejsca – Panis był piąty, Nakano siódmy. W Grand Prix Brazylii było jeszcze lepiej – pierwsze podium dla zespołu wywalczył Panis, pokonując takich kierowców jak Michael Schumacher, Mika Häkkinen, David Coulthard, Heinz-Harald Frentzen czy Eddie Irvine. Kolejne punkty Panis dostarczył w Monako (czwarty) i Hiszpanii (rewelacyjne drugie miejsce z sześcioma sekundami straty do Jacques’a Villeneuve'a). Nakano natomiast zebrał dwa punkty – w Grand Prix Kanady i Węgier.
W Grand Prix Kanady Panis miał ciężki wypadek, wskutek którego złamał obie nogi. Zastąpił go Jarno Trulli, który najlepiej spisał się w Grand Prix Niemiec (czwarty). Rekonwalescent, Panis, wrócił do ścigania się w Grand Prix Luksemburga, gdzie zdobył punkt. Na tym skończył się dorobek punktowy debiutanckiego zespołu, który wyglądał naprawdę przyzwoicie – dwa miejsca na podium, 21 punktów (punktowano wtedy jedynie sześć pierwszych miejsc) i szóste miejsce w klasyfikacji konstruktorów. Największym problemem Prostów była ich wysoka awaryjność (12 razy kierowcy nie dojeżdżali do mety) Wydawało się jednak, że kolejny sezon będzie jeszcze lepszy, bowiem w sezonie 1997 silników Peugeota używał zespół Jordan Grand Prix i zajął piąte miejsce.

### 1998

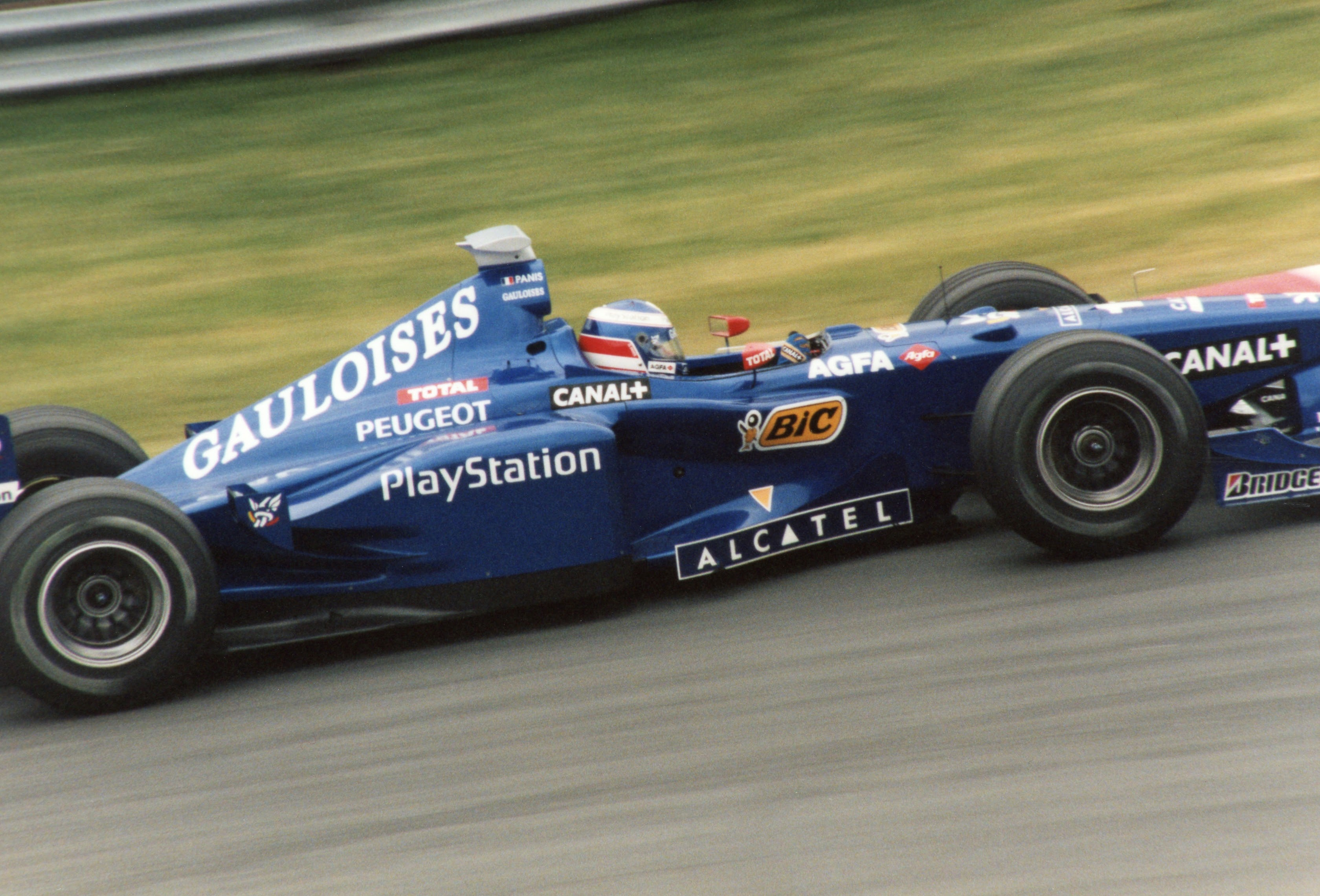
Olivier Panis podczas Grand Prix Kanady 1998

Przed sezonem 1998 jako kierowców Prost zaangażował Panisa i Trullego. Po serii awarii skrzyń biegów podczas przedsezonowych testów było wielce prawdopodobne, że zespół nie "wyrobi się" do pierwszego wyścigu i będzie musiał go opuścić, bowiem tuż przed Grand Prix Australii samochody musiały jeszcze przejść crash-testy. W ostatniej chwili jednak zespół przystąpił do wyścigu, który nie wypadł udanie (Panis – dziewiąte miejsce, Trulli – nie ukończył). W ogóle cały sezon był bardzo nieudany – jedynie szóste miejsce Trullego w deszczowym i pełnym niespodzianek Grand Prix Belgii. Co więcej, aż 15 razy samochody zespołu Prost Grand Prix nie dojechały do mety.

### 1999
W sezonie 1999 ponownie w zespole jeździli Panis i Trulli, ponownie dostawcą silników był Peugeot. Sezon był bardziej udany niż poprzedni – Panis zdobył dwa punkty (w Grand Prix Brazylii i Niemiec), a Trulli siedem – między innymi dzięki drugiemu miejscu w bardzo emocjonującym Grand Prix Europy, gdzie ostatecznie sensacyjnym zwycięzcą został Johnny Herbert na Stewarcie. Reasumując, zespół zdobył 9 punktów i siódme miejsce w klasyfikacji konstruktorów. Ponownie na jaw zespołu wyszła awaryjność – 14 nieukończonych wyścigów.

### 2000
W sezonie 2000 nadal stosowano silniki francuskiego producenta Peugeot, ale Alain Prost postanowił, że w jego zespole będą jeździć nowi kierowcy – jego doświadczony rodak Jean Alesi oraz debiutant, Niemiec Nick Heidfeld. Mimo dobrych kierowców był to najgorszy sezon dla zespołu Prost w jego historii. Ani jednego punktu (najlepsze miejsce – ósme Heidfelda w Monako). 22 nieukończone wyścigi. Jedna dyskwalifikacja. Prost musiał szukać nowych rozwiązań.

### 2001
Jako "nowe rozwiązania" na sezon 2001 Prost zastosował nowe silniki (Acer – de facto były to stare silniki Ferrari). Na początku sezonu dla zespołu jeździli Alesi oraz Argentyńczyk Gastón Mazzacane. Mazzacane nie spełniał oczekiwań i z zespołem pożegnał się już po czterech wyścigach, na jego miejsce przyszedł Brazylijczyk Luciano Burti, z którego usług Alain Prost zrezygnował po Grand Prix Węgier, a od Grand Prix Włoch na miejscu Burtiego znalazł się Czech Tomáš Enge. Ci trzej kierowcy nie zdobyli ani punktu. Lepiej spisał się Alesi – cztery punkty (w Monako, Kanady i Niemiec). Po Grand Prix Niemiec Alesi odszedł do Jordana, a na jego miejsce przyszedł Heinz-Harald Frentzen, ale mimo rewelacyjnego czwartego miejsca startowego do Grand Prix Belgii Niemiec w pięciu wyścigach nie zdobył ani punktu. Cztery punkty na koniec sezonu dały zespołowi dziewiąte miejsce w klasyfikacji konstruktorów.
Pod koniec roku 2001 pojawiły się pogłoski, że zespół ma problemy finansowe. Pogłoski te okazały się być prawdą – znaczne długi spowodowały, iż zespół nie był w stanie wystartować do sezonu 2002, co Prost określił jako "hańba dla Francji".
W roku 2003 konsorcjum Phoenix Finance wykupiło udziały zespołu Arrows, mając nadzieję, że dzięki temu zespół Prost wystartuje w sezonie 2003. FIA nie wyraziła jednak na to zgody.
Zespół wystartował w 144 Grand Prix, w których zdobył 35 punktów. Osiągnął także trzy miejsca na podium.